# Mandagon
Mandagon (en francès Mandagout) és un municipi francès situat al departament del Gard i a la regió d'Occitània.